# Adolfo XI de Schaumburg
Adolfo XI  (1547-1601) fue un noble que gobernó el condado de Holstein-Pinneberg y el condado matriz de Schaumburg de 1581 a 1601.

## Vida
Adolfo nació en 1547 como el tercer hijo de Otón IV de Holstein y Schaumburg y su primera esposa María de Pomerania-Stettin (1527-1554), hija de Barnim IX de Pomerania. Mientras sus hermanos, Germán y Anton, fueron criados para ser clérigos, Adolfo fue entrenado para ser el sucesor de su padre. Estudió en la Universidad de Wittenberg y luego acompañó a su padre en sus campañas militares.

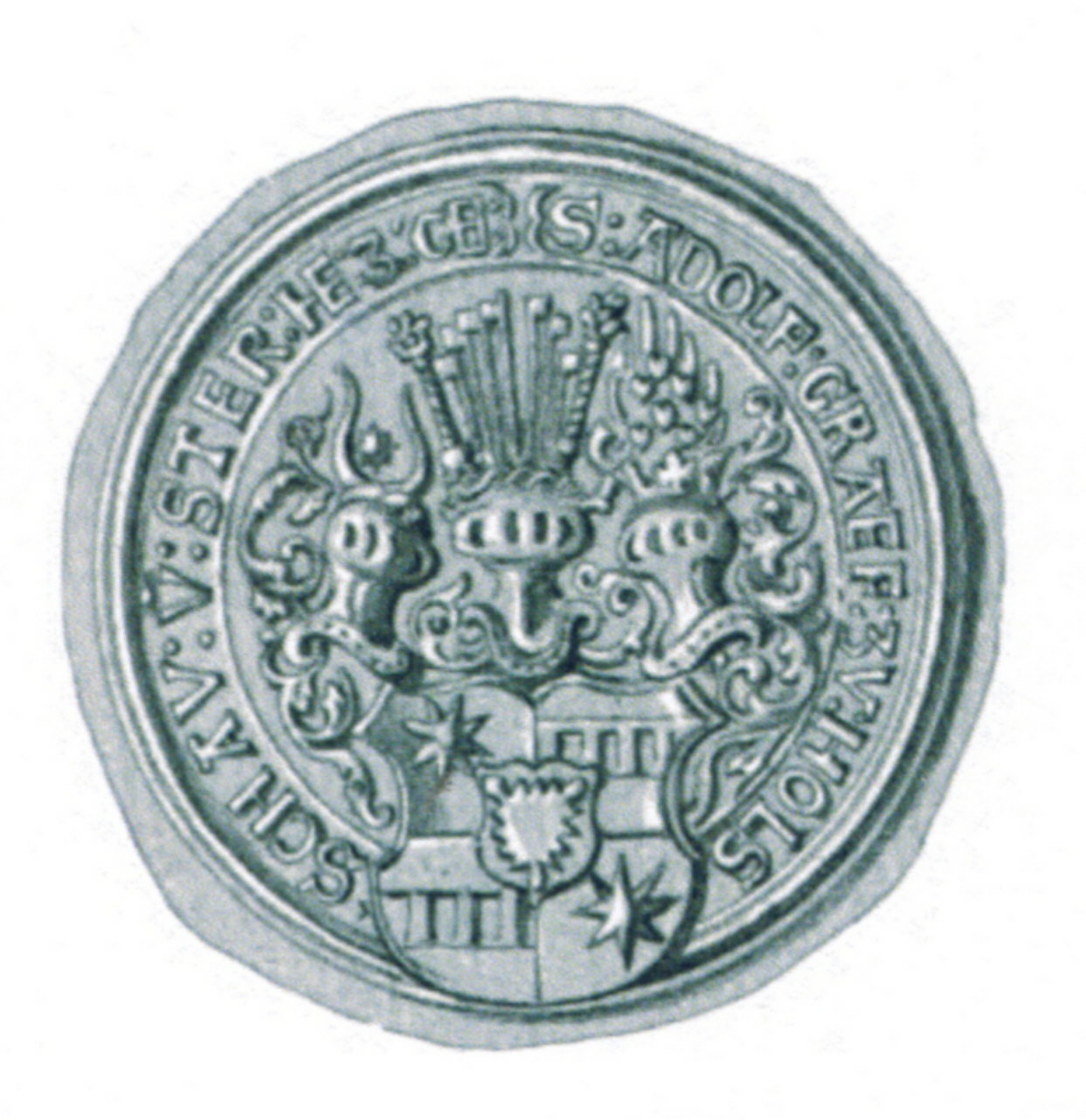
Sello de Adolfo XI

Cuando murió su padre, las fincas, con el apoyo de su madrastra Isabel Úrsula de Braunschweig-Lüneburg, lograron inicialmente mantener a los hijos de su primer matrimonio fuera del gobierno. Bajo la regencia de los estamentos, las deudas con las que Otto había cargado al país se redujeron en gran medida. En 1581 Adolfo asumió la regencia de los condados de Schaumburg y Holstein-Pinnenberg. En 1583 se casó con Isabel de Brunswick-Wolfenbüttel. El único hijo de este matrimonio, Julius, murió antes que su padre en 1601. Le sucedió su hermano Ernesto como regente.
Bajo el reinado de Adolfo, los judíos, especialmente los judíos portugueses-sefardíes, estaban protegidos mediante la carta de protección del 28 de septiembre de 1584. Sólo se aplicaba al condado de Pinneberg, ya que el condado era propiedad alodial. Esto condujo al primer asentamiento de judíos en Altona y Ottensen y contribuyó así a un mayor desarrollo de estos lugares.